# Gretel Ammann
Margarita Ammann Martínez, mieux connue sous le nom de Gretel Ammann, née le 17 janvier 1947 à Saint-Sébastien, morte le 2 mai 2000 à Barcelone, est une philosophe espagnole, essayiste, activiste, féministe radicale et féministe séparatiste (en) lesbienne. Elle a été une pionnière du féminisme à Barcelone.

## Biographie
Margarita Ammann Martínez est née à Saint-Sébastien. Sa mère était basque et son père autrichien, ayant fui l'Allemagne nazie. Quand elle avait deux ans, la famille a déménagé à Barcelone, où elle a vécu le reste de sa vie. Dès l'enfance, elle a été formée dans différentes disciplines artistiques, dont l'écriture, le dessin, la photographie et la musique. Elle a étudié au collège allemand de Barcelone, où elle a créé son premier magazine, dans lequel elle était très critique des politiques de l'école, ce qui l'a amenée à être invitée à partir.
Gretel Ammann a étudié la philosophie et la littérature à l'Université de Barcelone. En première année, elle a organisé une lecture de poésie dans laquelle elle interprète sa propre poésie, en s'accompagnant à la guitare d'une musique de sa propre composition. Elle a également créé un magazine étudiant. En 1971, elle se rend à Paris pendant un an, où elle étudie à la Sorbonne et apprend le français, l'une des cinq langues qu'elle parle couramment. De retour à Barcelone, elle travaille dans différentes écoles avant d'entrer à l'Escola Tramuntana d'El Carmel (ca).

## Carrière

### Activiste
L'implication d'Ammann avec des familles de travailleurs l'a amenée à s'installer dans le même quartier où elle travaillait, El Carmel, et à s'impliquer dans la politique du quartier et de son école. Travaillant de manière clandestine dans différents partis et collectifs militants, Ammann a rejoint en 1976 le Mouvement communiste de Catalogne (ca), qui était de tendance trotskyste. Elle a participé aux mouvements en faveur de la paix et du désarmement, de l'écologie et des droits de l'homme, mais elle a surtout été militante au féministe et défenseure des droits des femmes. Elle était un leader pour les questions lesbiennes en Catalogne et dans le reste de l'Espagne.

## Féminisme
Tout au long de sa vie, Ammann a combiné le militantisme et l'activisme avec son côté artistique. Dès son plus jeune âge, elle a participé à la création et à la promotion de groupes et de publications féminines, la plupart financées par son propre argent. En 1976, elle a participé aux premières Jornadas Catalanas de la Mujer. En 1978, elle crée le premier groupe musical de femmes. L'année suivante, elle a présenté son travail "Féminisme de la différence" à la 2e Jornadas Estatales sobre la Mujer en Grenade,, qui a servi de point de départ à la longue discussion sur le féminisme dans tout l'État espagnol qui allait prendre lieu dans les années suivantes.
En 1980, avec trois amis, Gretel Ammann a ouvert la première Casa de la Dona sur la rue Cardenal Casanyes à Barcelone. Ce fut le début d'un militantisme féministe intense. Sur le plan idéologique, elle se définit comme une féministe radicale et féministe séparatiste (en). Elle a traduit et publié le manifeste SCUM de Valerie Solanas, et a contribué à la version espagnole du livre Our Bodies, Our Lives du collectif de femmes de Boston (éd. Icaria). En 1981, elle crée le magazine Amazonas, une publication exclusivement lesbienne, et participe au premier programme télévisé sur le lesbianisme diffusé par la télévision publique du pays.
En 1984, Gretel Ammann a fondé le Centre d'études sur les femmes "El Centro", une association à but non lucratif dont diverses entités et projets pourraient émerger. Elle a participé activement à la fondation de diverses initiatives féminines, telles que l'Assemblée des féministes indépendantes de Barcelone, l'Association culturelle des femmes "La Nostra Illa", le Gram Teatro de mujeres, la première université d'été féministe et les "Amazonas", réseau qui a organisé la première semaine lesbienne à Barcelone en 1987, avec une participation européenne.
En 1989, Gretel Ammann crée le magazine Laberint, dont le programme était : « Ce magazine vise à ouvrir un débat sur le féminisme radical et le lesbianisme séparatiste. Pour cela, nous apportons réflexions, discussions, créations et informations ». Il y a eu 36 numéros publiés, le dernier en 1999. Gretel Ammann a contribué à toutes les demandes des espaces féminins, comme Casa la dona et le Centre de culture féminine Francesca Bonmaison, ainsi quu'à la création du Réseau féministe de Catalogne. La plupart de ses travaux ont été développés dans des conférences, réunions, revues et assemblées, et n'ont pas été publiés, ou ont été publiés dans ce qu'on appelle la littérature grise, qui n'utilise pas les canaux habituels de production et de distribution. À sa mort en 2000, le Feminist Network a publié un livre de compilation de certains de ces textes, sous le titre Escritos (Écrits). Son dossier de documentation féministe a été légué au Centre de documentation de Ca la Dona, par sa compagne (depuis 18 ans), Dolors Majoral,.

## Publication
- Escritos, Associació de Dones per a la Celebració deis 20 Anys de les Primeres Jornades Catalanes de la Dona, 2000 [lire en ligne]
- « The Unfinished Story »[9]

## Interventions
- Como lesbiana, contra la nueva moral feminista, ponencia presentada en las Jornadas Feministas Estatales, Granada, 7, 8 y 9 de diciembre de 1979